# San Rafael, Veracruz
San Rafael là một đô thị thuộc bang Veracruz, México. Năm 2005, dân số của đô thị này là 28291 người.